# Serge Golon
Serge Golon, właśc. Vsevolod Sergeïvich Goloubinoff (ur. 23 sierpnia 1903, zm. 12 lipca 1972) – francuski pisarz rosyjskiego pochodzenia, mąż francuskiej pisarki Anne Golon. Był wraz z żoną autorem cyklu powieści o markizie Angelice.
Goloubinoff był rosyjskim arystokratą. Urodził się w Bucharze, w regionie Turkiestan. Jego ojciec był carskim dyplomatą. W czasie rewolucji październikowej Goloubinoff opuścił Rosję i udał się do Francji. Przez jakiś czas podróżował po świecie poszukując złota. W Kongo poznał francuską dziennikarkę i pisarkę Anne Golon, swoją przyszłą żonę. W 1957 roku opublikowali wspólnie powieść Markiza Angelika. Sukces tej powieści zachęcił ich do kontynuowanie współpracy literackiej. Zaowocowało to powstaniem cyklu powieści o markizie Angelice, na który składało się trzynaście tomów. W 1972 roku wraz z żoną osiedlił się w Kanadzie. W tym też roku zmarł. Miał z Anne czworo dzieci.

## Cykl powieści "Angelika"[1]
- Markiza Angelika (tom: 1)
- Angelika: Droga do Wersalu (tom: 2)
- Angelika i król (tom: 3)
- Nieposkromiona Angelika (tom: 4)
- Bunt Angeliki (tom: 5)
- Angelika i jej miłość (tom: 6)
- Angelika i Nowy Świat (tom: 7)
- Pokusa Angeliki (tom: 8)
- Angelika i demony (tom: 9)
- Angelika i spisek cieni (tom: 10)
- Angelika w Quebecu (tom: 11)
- Angelika: Droga nadziei (tom: 12)
- Zwycięstwo Angeliki (tom: 13)

## Ekranizacje
Popularność cyklu powieści o markizie Angelice skłoniła francuskich filmowców do przeniesienia jej historii na ekran. W latach sześćdziesiątych XX wieku powstał cykl filmów z tą bohaterką, w których główną rolę grała Michèle Mercier. Na cykl składało się pięć filmów: Markiza Angelika, Piękna Angelika, Angelika i król, Angelika wśród piratów i Angelika i sułtan.